# NGC 2867
NGC 2867 sau Caldwell 90 este o nebuloasă planetară eliptică din constelația Carena. A fost descoperită de John Herschel pe 1 aprilie 1834.
Este cel mai bine observabilă la latitudini sudice, vara târzie spre toamna timpurie, dar poate fi observată și de la latitudini nordice joase, iarna târzie spre primăvara timpurie.
Steaua centrală este estimată a avea o temperatură de cca. 165.000 K și o rază de 8,5 ± 2,0 raze solare.